# 波瀬町
波瀬町（はぜちょう）は、愛知県田原市の地名。11の小字が設置されている。

## 地理
旧田原町北東部に位置する。東・西・北は緑が浜、南は浦町に接する。

### 字一覧
字名は以下の通りである。
| - 井田（いだ） - 光崎（こうさき） - 塩浜（しおはま） - 東郷（とうごう） - 中村（なかむら） - 西郷（にしごう） | - 波瀬北（はぜきた） - 波瀬口（はぜぐち） - 波瀬前（はぜまえ） - 宮前（みやまえ） - 山北（やまきた） |

## 歴史

### 地名の由来
海岸部の浅瀬を意味する言葉であるという。

### 沿革
- 戦国時代 - 渡辺豊後守が当地に波瀬村城を築き、権勢を誇った[7]。天正12年に至って、久鬼嘉隆により滅亡した[7]。その後、一向宗門徒が住み着いたという[7]。
- 江戸時代 - 三河国渥美郡の田原藩領の波瀬村として所在[7]。
- 1889年（明治22年） - 合併に伴い、童浦村大字波瀬となる[8]。
- 1906年（明治39年） - 合併に伴い、田原町大字波瀬となる[8]。

## 世帯数と人口
2015年（平成27年）10月1日現在の世帯数と人口は以下の通りである。
| 町丁   | 世帯数 | 人口  |
| ------ | ------ | ----- |
| 波瀬町 | 94世帯 | 352人 |

### 人口の変遷
国勢調査による人口の推移
| 2005年（平成17年） | 380人 | [ 9 ]  |  |
| 2010年（平成22年） | 380人 | [ 10 ] |  |
| 2015年（平成27年） | 352人 | [ 2 ]  |  |

## 学区
市立小・中学校に通う場合、学区は以下の通りとなる。また、公立高等学校に通う場合の学区は以下の通りとなる。
| 番・番地等 | 小学校             | 中学校             | 高等学校 |
| ---------- | ------------------ | ------------------ | -------- |
| 全域       | 田原市立童浦小学校 | 田原市立田原中学校 | 三河学区 |

## 施設
- 雷電神社[5]
- 真宗大谷派豊橋別院波瀬別院[5]

## その他

### 日本郵便
- 郵便番号 : 441-3406[3]（集配局：田原郵便局[13]）。